# Liste der Kulturdenkmale in Berlin-Falkenhagener Feld

Lage von Falkenhagener Feld in Berlin

In der Liste der Kulturdenkmale von Falkenhagener Feld sind die Kulturdenkmale des Berliner Ortsteils Falkenhagener Feld im Bezirk Spandau aufgeführt. Sonstige Denkmäler (künstlerisch gestaltete Monumente bzw. Bauwerke zur Erinnerung) finden sich in der Liste Denkmäler in Spandau.

## Denkmalbereiche (Gesamtanlagen)
| Nr.      | Lage | Offizielle Bezeichnung              | Beschreibung | Bild           |
| -------- | --- | ----------------------------------- | --- | -------------- |
| 09080546 | Falkenseer Chaussee 274–278D Hohenzollernring 145–149 Zweibrücker Straße 48/56 (Lage)                                                                             | Siedlung Falkenseer Chaussee        | Bauabschnitt I, Wohnzeile mit Eckbau, 1931–1932 von Hans Scharoun und Adolf Rading für Gemeinnützige Wohnstättengesellschaft mbH |                |
| 09080546 | Falkenseer Chaussee 274–278D Hohenzollernring 145–149 Zweibrücker Straße 48/56 (Lage)                                                                             | Siedlung Falkenseer Chaussee        | 4 Wohnzeilen |                |
| 09080546 | Am Heimhort 1/9C Zweibrücker Straße 38/46 | Siedlung Falkenseer Chaussee        | Bauabschnitt II, Wohnzeile mit Durchfahrt, 1935, 1937–1940                                                                       |                |
| 09080546 | Am Heimhort 1/9C Zweibrücker Straße 38/46 | Siedlung Falkenseer Chaussee        | 5 Wohnzeilen |                |
| 09080548 | Germersheimer Platz 1–10D Falkenseer Chaussee 267–270 Germersheimer Weg 30–37, 39/43, 44–76, 78 Merziger Straße 3–7 Zweibrücker Straße 17/25, 26–36, 37/41 (Lage) | Wohnsiedlung am Germersheimer Platz | Wohnhof südlich vom Germersheimer Platz, 1939–1941 von der Bauabteilung der GEHAG                                                |                |
| 09080548 | Germersheimer Platz 1–10D Falkenseer Chaussee 267–270 Germersheimer Weg 30–37, 39/43, 44–76, 78 Merziger Straße 3–7 Zweibrücker Straße 17/25, 26–36, 37/41 (Lage) | Wohnsiedlung am Germersheimer Platz | 3 Wohnbauten entlang Merziger Straße                                                                                             |                |
| 09080548 | Germersheimer Platz 1–10D Falkenseer Chaussee 267–270 Germersheimer Weg 30–37, 39/43, 44–76, 78 Merziger Straße 3–7 Zweibrücker Straße 17/25, 26–36, 37/41 (Lage) | Wohnsiedlung am Germersheimer Platz | 4 Wohnzeilen nördlich vom Germersheimer Platz                                                                                    |                |
| 09080548 | Germersheimer Platz 1–10D Falkenseer Chaussee 267–270 Germersheimer Weg 30–37, 39/43, 44–76, 78 Merziger Straße 3–7 Zweibrücker Straße 17/25, 26–36, 37/41 (Lage) | Wohnsiedlung am Germersheimer Platz | 4 Wohnzeilen mit Kopfbauten am Germersheimer Weg                                                                                 |                |
| 09080548 | Germersheimer Platz 1–10D Falkenseer Chaussee 267–270 Germersheimer Weg 30–37, 39/43, 44–76, 78 Merziger Straße 3–7 Zweibrücker Straße 17/25, 26–36, 37/41 (Lage) | Wohnsiedlung am Germersheimer Platz | 2 Wohnzeilen östlich und westlich vom Germersheimer Weg                                                                          |                |
| 09080548 | Germersheimer Platz 1–10D Falkenseer Chaussee 267–270 Germersheimer Weg 30–37, 39/43, 44–76, 78 Merziger Straße 3–7 Zweibrücker Straße 17/25, 26–36, 37/41 (Lage) | Wohnsiedlung am Germersheimer Platz | Wohnzeile an der Falkenseer Chaussee                                                                                             |                |
| 09080548 | Germersheimer Platz 1–10D Falkenseer Chaussee 267–270 Germersheimer Weg 30–37, 39/43, 44–76, 78 Merziger Straße 3–7 Zweibrücker Straße 17/25, 26–36, 37/41 (Lage) | Wohnsiedlung am Germersheimer Platz | 32 Sgraffiti-Wandbilder von Willy Robert Huth                                                                                    |                |
| 09085814 | Stadtrandstraße 548–548E, 550–550G, 551/563, 562 (Lage) | Arbeiterstadt Große Halle           | Kommandantenhaus mit 2 Wohnhäusern, 1940 von Carl Christoph Lörcher und Albert Speer als Bauherr                                 |                |
| 09085814 | Stadtrandstraße 548–548E, 550–550G, 551/563, 562 (Lage) | Arbeiterstadt Große Halle           | Wohnhausgruppe mit 7 Wohnhäusern                                                                                                 |                |
| 09085814 | Stadtrandstraße 548–548E, 550–550G, 551/563, 562 (Lage) | Arbeiterstadt Große Halle           | 3 Baracken um Haus 11 |                |
| 09085814 | Stadtrandstraße 548–548E, 550–550G, 551/563, 562 (Lage) | Arbeiterstadt Große Halle           | 3 Baracken um Haus 16 |                |
| 09085814 | Stadtrandstraße 548–548E, 550–550G, 551/563, 562 (Lage) | Arbeiterstadt Große Halle           | Haus 13 |                |
| 09085842 | Zeppelinstraße 12–27, 76–110 Buschhüttener Weg 1–2 Falkenseer Chaussee 26–32, 260–265 Merziger Straße 8–9 Pirmasenser Straße 7, 20–22 (Lage)                      | Wohnsiedlung Zeppelinstraße         | 6 Wohnzeilen, 1926–1927 von Richard Ermisch für die Gemeinnützige Baugesellschaft mbH                                            | Zeppelinstraße |
| 09085842 | Zeppelinstraße 12–27, 76–110 Buschhüttener Weg 1–2 Falkenseer Chaussee 26–32, 260–265 Merziger Straße 8–9 Pirmasenser Straße 7, 20–22 (Lage)                      | Wohnsiedlung Zeppelinstraße         | 4 Zwiebeltürme an der Falkenseer Chaussee                                                                                        | Zeppelinstraße |
| 09080555 | Zeppelinstraße 28–46, 64–75 Buschhüttener Weg 3–4 Spekteweg 29–30 (Lage)                                                                                          | Siedlung Zeppelinstraße             | Zeppelinstraße 28–31, 1924–1925 von Karl Hahn, Emil Fangmeyer, Bauausführung durch Johann Makowka                                |                |
| 09080555 | Zeppelinstraße 28–46, 64–75 Buschhüttener Weg 3–4 Spekteweg 29–30 (Lage)                                                                                          | Siedlung Zeppelinstraße             | Zeppelinstraße 32–46 |                |
| 09080555 | Zeppelinstraße 28–46, 64–75 Buschhüttener Weg 3–4 Spekteweg 29–30 (Lage)                                                                                          | Siedlung Zeppelinstraße             | Zeppelinstraße 64–65 |                |
| 09080555 | Zeppelinstraße 28–46, 64–75 Buschhüttener Weg 3–4 Spekteweg 29–30 (Lage)                                                                                          | Siedlung Zeppelinstraße             | Zeppelinstraße 66–68, 73–75 |                |
| 09080555 | Zeppelinstraße 28–46, 64–75 Buschhüttener Weg 3–4 Spekteweg 29–30 (Lage)                                                                                          | Siedlung Zeppelinstraße             | Zeppelinstraße 69–72 |                |

## Baudenkmale
| Nr.      | Lage                    | Offizielle Bezeichnung                                              | Beschreibung                                                                                           | Bild                    |
| -------- | ----------------------- | ------------------------------------------------------------------- | --- | ----------------------- |
| 09020008 | Am Kiesteich 50 (Lage)  | Kath. St.-Markus-Kirche                                             | Kirche und Glockenturm, 1975–1977 von Hans Schädel und Hermann Jünemann                                | Kath. St. Markus-Kirche |
| 09020008 | Am Kiesteich 50 (Lage)  | Kath. St.-Markus-Kirche                                             | Innenraum                                                                                              | Kath. St. Markus-Kirche |
| 09020008 | Am Kiesteich 50 (Lage)  | Kath. St.-Markus-Kirche                                             | Gemeindezentrum                                                                                        |                         |
| 09085824 | Unnaer Straße 38 (Lage) | Einfamilienhaus mit Terrasse in der Siedlung Falkenhagener Chaussee | 1935–1937 von Willi Erdmann für die Gemeinnützige Wohnungsbau-Aktiengesellschaft Groß-Berlin (GEWOBAG) |                         |

## Gartendenkmale
| Nr.      | Lage                                                  | Offizielle Bezeichnung  | Beschreibung                                                                      | Bild |
| -------- | ----------------------------------------------------- | ----------------------- | --------------------------------------------------------------------------------- | ---- |
| 09046208 | Pionierstraße 82 Kisselnallee 2 Radelandstraße (Lage) | Friedhof In den Kisseln | ab 1886, Erweiterungen 1913–1915, 1919–1920 von Karl Elkart, 1957–1961, 1964–1972 |      |
| 09046208 | Pionierstraße 82 Kisselnallee 2 Radelandstraße (Lage) | Friedhof In den Kisseln | Trauerhalle                                                                       |      |